# Резервний банк Австралії
Резервний банк Австралії (англ. Reserve Bank of Australia) — центральний банк Австралії.

## Історія
1911 року було засновано Банк Австралійської Співдружності (англ. The Commonwealth Bank of Australia), який, на той час, був найбільшим комерційним та ощадним банком Австралії, з 1924 року банкові передано монополію на емісію австралійської валюти і банк був агентством Уряду Австралії. Банк набував все ширших функцій центрального банку та у 1945 його статус у цій якості було офіційно визнано.
1960 року функції центрального банку було передано Резервному банку Австралії.

## Функції
Резервний банк Австралії відповідає за здійснення грошово-кредитної політики Австралії та у рамках своїх повноважень прагне до досягнення наступних цілей:
- стабільність національної валюти (австралійський долар)
- підтримка повної зайнятості у Австралії
- економічний розквіт та добробут народу Австралії.

До основних функцій банку належать:
1. Емісія національної валюти
2. Регулювання австралійської банківської та грошової систем
3. Управління золотовалютними резервами країни